# Place de sûreté

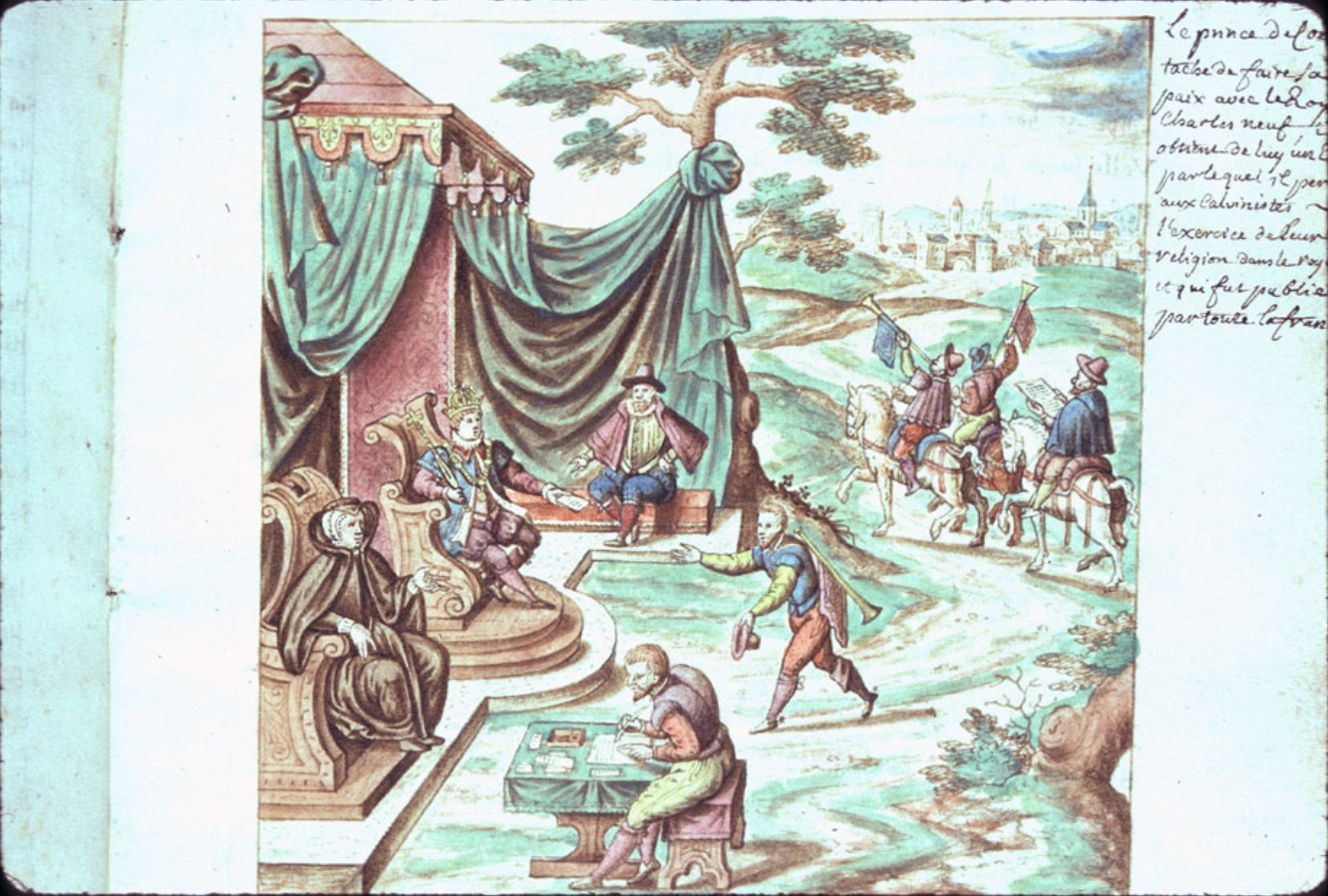
Koning Karel IX en Catharina de' Medici kondigen het Edict van Saint-Germain af. (Carmen de tristibus Galliae, 1577)

De Places de sûreté (veiligheidsplaatsen) waren versterkte plaatsen in Frankrijk ingesteld tijdens de Hugenotenoorlogen (1562-1598). In deze versterkte plaatsen konden de protestanten in vrijheid en in veiligheid hun geloof belijden. De places de sûreté hadden aanvankelijk enkel een tijdelijk statuut maar naarmate ze meer permanent werden, vormden ze de basis voor een politieke en militaire macht van de protestantse factie. Koning Lodewijk XIII maakte door militaire campagnes in het eerste kwart van de 17e eeuw een einde aan deze places de sûreté.

## Kenmerken
De places de sûreté lagen in het westen en het zuiden van Frankrijk, de streken waar er het meeste protestanten leefden. Het kon gaan om grote steden met militaire versterkingen zoals La Rochelle, Montauban, Nîmes of Saumur, maar ook om burchten waar de bevolking uit de omtrek zich veilig in kon terugtrekken.
Vanaf 1598 in het Edict van Nantes werd een onderscheid gemaakt tussen:
- place de sûreté: een stad waar een garnizoen was gelegerd. De koning betaalde dit garnizoen en kreeg het recht een gouverneur te benoemen in deze plaats.
- place de marriage: kleinere plaatsen die bij een bepaalde place de sûreté werden gevoegd.
- place particulière: een plaats of een burcht in handen van een protestantse heer.[1]

## Geschiedenis

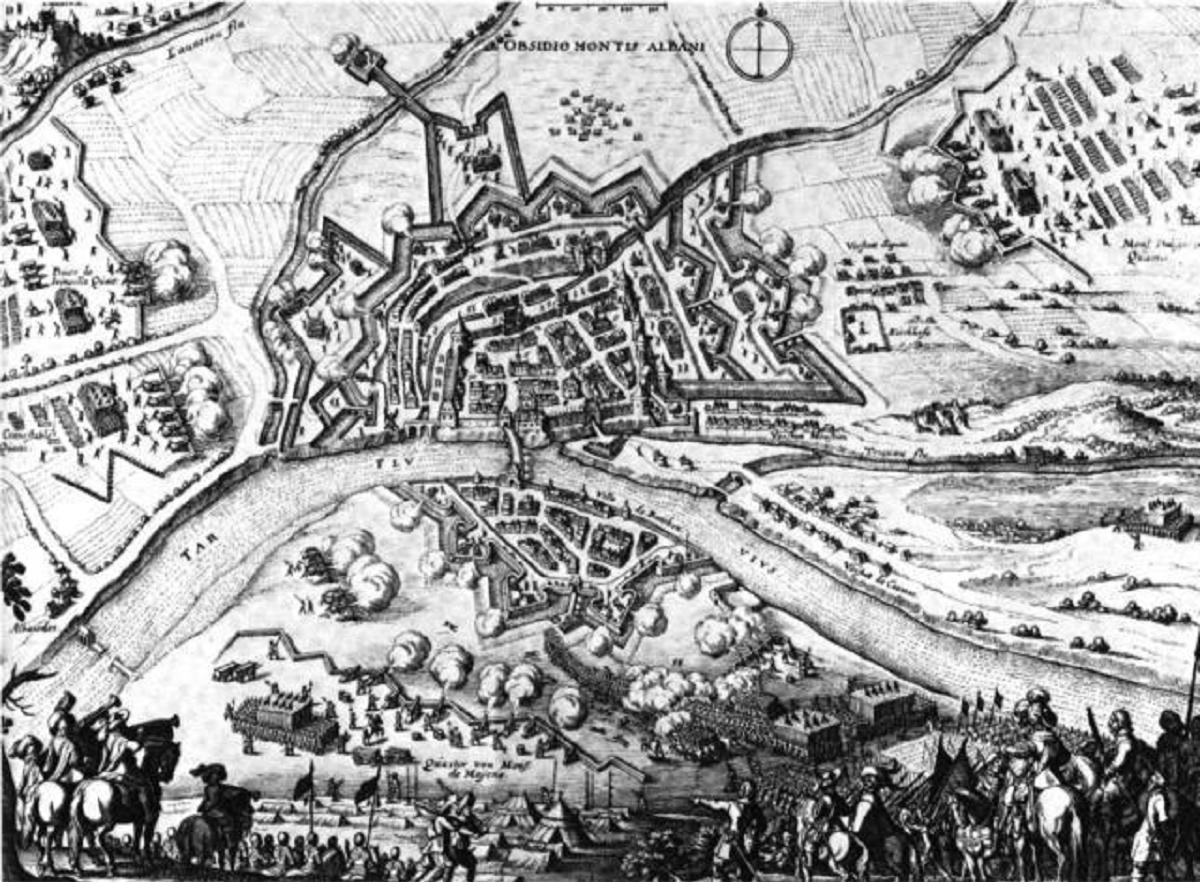
Het Beleg van Montauban, waar in 1621 de aanval van het leger van Lodewijk XIII werd afgeslagen.

Het concept van de place de sûreté werd ingevoerd door het Edict van Saint-Germain (1570) aan het einde van de Derde Hugenotenoorlog. Deze plaatsen dienden als garantie voor het vredevol samenleven van de twee geloofsgemeenschappen. Er werden vier plaatsen aangeduid voor een periode van drie jaar: La Charité-sur-Loire, La Rochelle, Cognac en Montauban.
Na de Vijfde Hugenotenoorlog stelde het Edict van Beaulieu (1576) acht places de sûreté in (zonder bepaling van een termijn): Issoire, Périgueux, Serres, Nyons, Seyne, Beaucaire, Mas-Grenier en Aigues-Mortes. Kort erop volgde de Zesde Hugenotenoorlog die werd besloten met het Edict van Poitiers (1577). Hierin werden zeven places de sûreté voor een periode van zes jaar ingesteld: La Réole, Serres, Nyons, Seyne, Mas-Grenier, Montpellier en Aigues-Mortes. Door het Verdrag van Nérac (1579) kwamen daar tijdelijk nog zeven plaatsen bij. 
Na afloop van deze verdragen weigerden de protestanten hun places de sûreté  op te geven en zo kregen ze een min of meer permanent karakter. Het Edict van Nantes (1598), na de Achtste Hugenotenoorlog, bevestigde deze situatie. De protestanten mochten alle versterkingen houden die ze in 1797 al in hun bezit hadden. Dit waren in totaal 150 plaatsen.
Het Edict van Nantes bestendigde deze situatie voor een termijn van acht jaar maar dit werd telkens verlengd door koning Hendrik IV en aanvankelijk ook door zijn opvolger Lodewijk XIII. Maar vanaf 1620 besloot Lodewijk XIII komaf te maken met deze places de sûreté die steeds meer het karakter van een staat binnen de staat kregen. Tijdens twee militaire campagnes, in 1620-1622 en in 1627-1629 veroverde zijn leger de meeste plaatsen. Het orgelpunt was de verovering van La Rochelle. Daarna gaven de protestantse garnizoenen in de laatste places de sûreté zich over.
De Vrede van Alès (1629) maakte een einde aan de places de sûreté en aan de politieke vergaderingen van de protestanten. De versterkingen van de protestanten werden op bevel van de koning afgebroken. De vrede bevestigde wel het recht van de protestanten om hun godsdienst uit te oefenen. Maar hun militaire en politieke macht om dit recht te verdedigen was gebroken.